# Omolon tridens
Omolon tridens är en insektsart som beskrevs av Walker. Omolon tridens ingår i släktet Omolon och familjen hornstritar. Inga underarter finns listade i Catalogue of Life.